# Rubidium
Le rubidium est l'élément chimique de numéro atomique 37, de symbole Rb. Il fait partie du premier groupe du tableau périodique et plus particulièrement des métaux alcalins. Ses propriétés chimiques sont voisines de celles du potassium. Sur Terre et dans les autres corps telluriques on le trouve généralement en substitution du potassium dans les mêmes minéraux. On en trouve également dans l'eau de mer (à une concentration de 2 × 10−5) et dans les eaux minérales (de l'ordre de 6 × 10−5).
Son nom vient du latin rubidus (« rouge foncé »), en référence à la couleur des raies spectrales qui ont permis à Robert Wilhelm Bunsen et Gustav Kirchhoff de le détecter en 1861 dans la lépidolite. Il a été isolé l'année suivante par Bunsen.
Dans les conditions normales de température et de pression, le corps simple est un métal mou et argenté. À pression atmosphérique son point de fusion n'est que de 39,3 °C, et il peut être maintenu liquide à température ambiante grâce au phénomène de surfusion, comme le césium et le gallium. Très réactif, il s'enflamme spontanément au contact de l'air et réagit violemment avec l'eau.

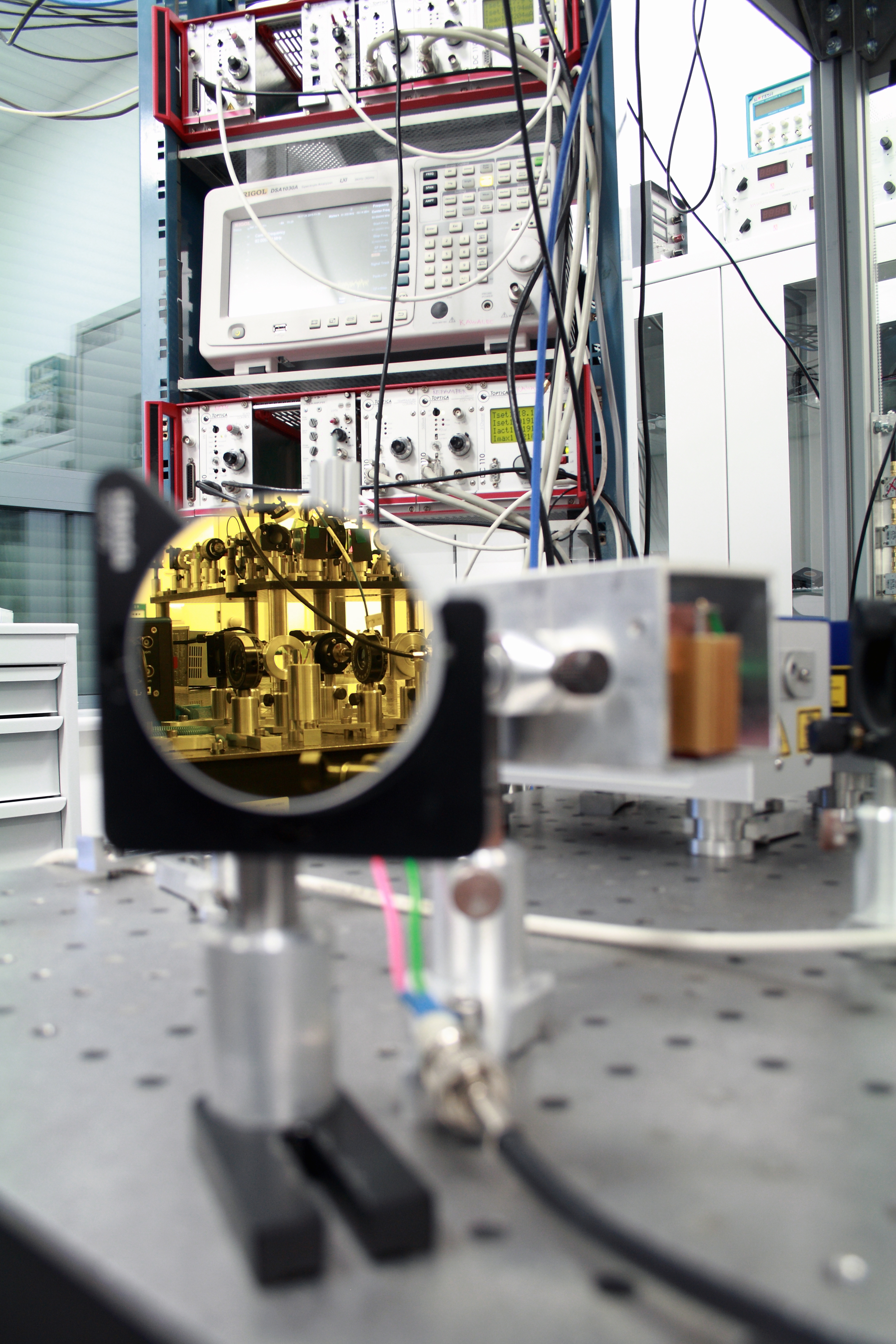
Dispositif expérimental pour ralentir des atomes de rubidium. Par le miroir doré on aperçoit un système optique pour controler les faisceaux laser. Novembre 2015.

## Isotopes
Le rubidium possède 32 isotopes connus, de nombre de masse variant entre 71 et 102, et 12 isomères nucléaires. Seuls deux de ces isotopes sont présents dans la nature, 85Rb (72,2 %), seul isotope stable du rubidium (faisant de lui un élément monoisotopique) et le 87Rb (27,8 %) radioactif. Le rubidium naturel est ainsi suffisamment radioactif pour impressionner une pellicule photographique en trente à soixante jours. On attribue au rubidium une masse atomique standard de 85,4678(3) u.

## Composés
Quatre oxydes de rubidium sont connus : Rb2O, Rb2O2, Rb2O3 et Rb2O4. Les trois premiers se forment rapidement en exposant du rudibium à l'air. Le dernier oxyde, Rb2O4, se forme en présence d'un excès d'oxygène.
Le chlorure de rubidium (RbCl) est probablement le composé le plus utilisé du rubidium. Il est utilisé en biochimie en tant que biomarqueur car il remplace facilement le potassium et ne se trouve qu'en très petite quantité dans les organismes vivants. D'autres composés du rubidium communs sont l'hydroxyde de rubidium (RbOH) plus corrosif que les hydroxydes de sodium et de potassium. C'est aussi le composé de départ dans la plupart des synthèses chimiques où du rubidium intervient. Le carbonate de rubidium (RbCO3) est utilisé dans certains verres optiques comme le mélange de sulfate de cuivre et de rubidium (Rb2SO4•CuSO4•6H2O). L'iodure de rubidium et d'argent (RbAg4I5) a la conductivité à température ambiante la plus élevée de tous les cristaux ioniques connus. Cette propriété est exploitée dans des batteries en couches minces et dans d'autres applications[Lesquelles ?].

## Production
Le rubidium est plus abondant dans la croûte terrestre que le césium, mais ses applications limitées et l'absence de minéraux riches en rubidium limitent la production de composés de rubidium à 2 à 4 tonnes par an.
Le rubidium est présent à l'état de traces dans de nombreux minéraux, généralement dans les sites cristallographiques du potassium. Il est notamment exploitable dans la carnallite (KMgCl3·6 H2O), un sulfate mixte (KAlSi2Al2S4O10) et la triphylite (LiFeIIPO4).[réf. souhaitée]
Plusieurs méthodes sont disponibles pour séparer le potassium, le rubidium et le césium. La cristallisation fractionnée de l'alun de rubidium et de césium (Cs,Rb)Al(SO4)2·12 H2O donne au bout de 30 étapes de l'alun de rubidium presque pur. Deux autres méthodes sont décrites, le procédé au chlorostannate et le procédé au ferrocyanure,.
Dans les années 1950 et 1960, un sous-produit de la production de potassium appelé Alkarb était une source principale de rubidium,. L'Alkarb contenait 21 % de rubidium, le reste étant du potassium et une petite quantité de césium. Aujourd'hui, les plus grands producteurs de césium produisent du rubidium comme sous-produit de la pollucite (Cs,Na)2Al2Si4O12·2 H2O.

## Utilisations
- Cellules photovoltaïques : il est utilisé en alliage avec le césium.
- Verre de sécurité trempé : l'ajout de carbonate de rubidium (Rb2CO3) ou d'oxyde de rubidium (Rb2O) permet d'obtenir du verre de sécurité par trempe.
- Médecine :
  - Examen de la perfusion du myocarde en médecine nucléaire : du fait de sa similitude avec le potassium, l'isotope radioactif émetteur de positrons, le 82Rb, de courte demi-vie (75 secondes), est utilisé comme un indicateur d'ischémie en TEP et utilisation comme générateur de krypton 81 m dans la scintigraphie pulmonaire (Rb81).
  - Fabrication de certains médicaments nooanaleptiques.
- Physique atomique : L'atome de rubidium (à la fois ses isotopes 85 et 87) est très fréquemment utilisé pour les expériences de physique atomique. En effet, certaines transitions de cet atome correspondent à des longueurs d'onde de laser classiques (780 nm pour la transition 5s-5p notamment), ce qui facilite les expériences. Entre autres, le rubidium peut être utilisé pour la construction d'horloges atomiques en utilisant la transition hyperfine de 87Rb à 6,834 682 611 GHz [13].

L'emploi de cette transition permet d'obtenir des horloges commerciales compactes et de bas coût, ayant une stabilité relative de fréquence de 5 × 10−11 (soit une erreur possible de 1 seconde sur un peu plus de 600 ans ). Il existe également des horloges appelées « fontaines atomiques », fonctionnant avec du 87Rb refroidi et manipulé par laser, qui atteignent des stabilités relatives de fréquence bien meilleures, comprises entre 10−13 et 10−14 .
- Capteur de gaz pour tube cathodique et tube électronique : on l'utilise comme getter (capteur de molécules gazeuses) pour parfaire le vide.
- Il est quelquefois utilisé pour obtenir la couleur violette dans les feux d'artifice.